# 第比利斯国立大学

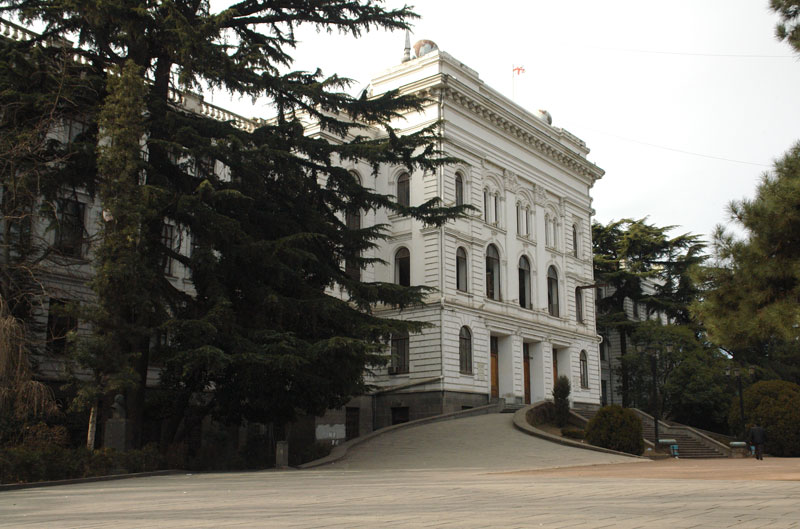
大学建筑

第比利斯国立大学，全称伊万·贾瓦希什维利第比利斯国立大学 格鲁吉亚首都第比利斯市的一所公立大学。第比利斯国立大学创建于1918年2月8日，为格鲁吉亚乃至高加索地区最早的综合性大学。在高加索地区享有盛誉，格国政府领导人大多毕业于该校。  现有在校生1.8万。
第比利斯国立大学的冠名是为了纪念格鲁吉亚著名历史学家伊万·贾瓦希什维利。